# Réding
Réding település Franciaországban, Moselle megyében. Lakosainak száma 2307 fő (2022. január 1.). Réding Brouviller, Buhl-Lorraine, Hilbesheim, Hommarting, Niderviller, Sarraltroff, Sarrebourg és Vieux-Lixheim községekkel határos.

## Népesség
A település népessége az elmúlt években az alábbi módon változott:
| Lakosok száma | 1704 | 2283 | 2336 | 2445 | 2424 | 2429 | 2384 | 2358 | 2349 | 2307 |
|               | 1968 | 1982 | 1990 | 2006 | 2013 | 2015 | 2017 | 2019 | 2020 | 2022 |